# Tillandsia sceptriformis
Tillandsia sceptriformis är en gräsväxtart som beskrevs av Carl Christian Mez och Luis Aloysius, Luigi Sodiro. Tillandsia sceptriformis ingår i släktet Tillandsia och familjen Bromeliaceae. Inga underarter finns listade i Catalogue of Life.